# Francisco I. Madero (Madero)
Francisco I. Madero (Madero) es un poblado del municipio de Paraíso ubicado en la subregión de la Chontalpa del estado mexicano de Tabasco.

## Geografía
La localidad se ubica a 6.7 kilómetros (en dirección norte) de la localidad de Paraíso, la cabecera y lugar más poblado del municipio. Se sitúa en las coordenadas geográficas 18°19′45″N 93°11′29″O / 18.329167, -93.191389, a una elevación de 5 metros sobre el nivel del mar.

## Demografía
Según el Conteo de Población y Vivienda 2020, efectuado por el Instituto Nacional de Estadística y Geografía, la localidad de Francisco I. Madero (Madero) tiene 3,170 habitantes, de los cuales 1,551 son del sexo masculino y 1,619 del sexo femenino.> Su tasa de fecundidad es de 2.13 hijos por mujer y tiene 804 viviendas particulares habitadas.
| Gráfica de evolución demográfica de Francisco I. Madero (Madero) entre 1970 y 2020 |
|                                                                                    |
| INEGI.                                                                             |